# Estadio Jardim América
El Estadio Club Athletico Paulistano, más conocido como Estadio Jardim América, era un estado de fútbol ubicado en el barrio de Jardim América, en São Paulo, Brasil. En el mismo sitio donde se ubicaba se encuentra hoy la sede del Club Athletico Paulistano que perteneció a la élite paulistana de principios del siglo XX. Cuando este club dejó de competir en fútbol, fue sucedido por el São Paulo Futebol Clube. 
El estadio tenía capacidad para 15,000 espectadores y tenía algunas localidades cubiertas. Su cancha tenía unas dimensiones de 109 metros de largo por 73 metros de ancho.
Oficialmente, el estadio fue inaugurado el 29 de diciembre de 1917 con una victoria de la Selección Paulista sobre el Dublin F.C. de Uruguay por 1 a 0. Pero el Santos Futebol Clube señala que la inauguración real del estadio fue el 21 de abril de 1918 cuando el Paulistano lo venció por 7 a 3. 
Cuando el Paulistano, férreo defensor del amateurismo y del elitismo en el fútbol, desisitió de participar en la liga pro-profesional y extinguió su departamento de fútbol en 1929, el campo dejó de ser utilizado para la disputa del campeonato paulista. Fue posteriormente demolido en 1950.